# Майер, Эрнст (политик)
Эрнст Майер (нем. Ernst Meyer; 10 июля 1887, Просткен — 2 февраля 1930, Потсдам) — деятель немецкого социал-демократического и коммунистического движения, один из создателей Коммунистической партии Германии, экономист и философ.

## Биография
Родился в Просткене, Восточная Пруссия, в религиозной рабочей семье. Изучал экономику, психологию и философию в Кёнигсбергском университете.
В 1908 вступил в Социал-демократическую партию Германии. Работал в редакции центральной социал-демократической газеты «Форвертс», по инициативе Гуго Гаазе с 1913 был её политическим редактором. Во время Первой мировой войны входил в левое крыло СДП, близко дружил с Лео Йогихесом. Участвовал в создании группы «Спартак», писал статьи и листовки «Союза Спартака»; будучи единственным членом Союза в редакции «Форвертс», боролся с линией её большинства в поддержку империалистической войны, за что 15 апреля 1915 был исключён из редакции.
Вместе с Бертой Тальгеймер был делегатом от Союза Спартака на Циммервельдской международной конференции социалистов (1915), один из пяти участников от Германии. Майер и Тальгеймер не подписали резолюции Циммервальдской Левой, направленной на разрыв революционных социалистов с реформистами. Участвовал также в Кинтальской конференции в 1916. В 1918 работал в советском полпредстве в Берлине.
После создания Коммунистической партии Германии вошёл в состав её Центрального комитета. В годы Революции 1918—1919 член редакции газеты Роте Фане — центрального органа КПГ. В августе 1921 на съезде КПГ выступил с центральным докладом, что говорит о его высокой позиции среди лидеров КПГ. Член ЦК компартии Германии в 1919—1923, 1927—1928 годы (после 1923 отстранён от руководства ультралевой группой Рут Фишер и Аркадия Маслова). Член политбюро ЦК, председатель Политбюро ЦК в феврале 1921 — январе 1923.
Летом 1920 участвовал во Втором конгрессе Коминтерна в Москве. 7 августа 1920 избран кандидатом в члены Исполкома Коминтерна, а также членом Малого бюро ИККИ, 17 августа 1921 вошёл в состав Кооперативной секции (комиссии) ИККИ, в сентябре 1921 — в Подкомиссию по вопросу о международном займе. В 1922 вернулся в Москву, участвовал в Четвёртом конгрессе Коминтерна.
В 1921 избран депутатом от КПГ в прусский ландтаг.
С 1922 муж Розы Левине, вдовы Евгения Левине.
Весной 1926 участвовал в Шестом расширенном пленуме ИККИ, а в ноябре того же года — в Седьмом расширенном пленуме. В этот период он уже подвергся серьёзной критике по германскому вопросу (в частности, вместе с Артуром Эвертом и Герхардом Эйслером выступал за сотрудничестве с СДПГ).
В 1928 активно выступил против линии Эрнста Тельмана. На 12 съезде КПГ в июне 1929 был снят со всех партийных постов.
Зимой 1929—1930 слёг в больницу с приступом пневмонии, вызванной давним туберкулёзом. Умер в Потсдаме 2 февраля 1930 в возрасте 43 лет.

## Отзывы современников
Товарищ Майера Пауль Фрёлих охарактеризовал его как «очень хладнокровный, трезвый и осторожный мыслитель».
Лев Троцкий писал: 
Игра Сталина — Бухарина привела уже к тому, что руководство германской компартией попало целиком в руки архиправой группы Эрнста Майера. Майер является заведомым оппортунистом — представителем подлинного «социал-демократического уклона». Никакой серьёзной связи с рабочими массами у Майера никогда не было. Это — типично верхушечный бюрократ, которых в Германии много. Майер в Циммервальде шёл с Мартовым и Аксельродом против Ленина. Майера сняли с германского ЦК ещё при Ленине. Майер интриговал в 1922 году против партии вместе с «известным» Фрисландом, перебежавшим затем открыто на сторону социал-демократов. Майер в 1922 году плёлся в хвосте социал-демократии в вопросе о кампании по поводу убийства Ратенау. К Майеру полны недоверия рабочие-коммунисты. Майер в 1926 году во время VI расширенного ИККИ в Москве вызывающе заявил: «Не я иду к ЦК, а ЦК идёт ко мне».